# Kapellet (naturreservat)
Kapellet är ett naturreservat i Örebro och Lindesbergs kommuner i Örebro län.
Området är naturskyddat sedan 2017 och är 35 hektar stort. Reservatet består av gammal blandskog med gott om död ved.  Genom reservatet sträcker sig en gammal färdväg, Kungsvägen, som förr var landsvägen mellan Närke och Västmanland och vid denna fanns ett kapell som nu är en ruin.